# Station Pułankowice
Station Pułankowice is een spoorwegstation in de Poolse plaats Pułankowice.